# Мехау
Мехау (њем. Mechau) општина је у њемачкој савезној држави Саксонија-Анхалт. Једно је од 40 општинских средишта округа Алтмарк Салцведел. Према процјени из 2010. у општини је живјело 275 становника. Посједује регионалну шифру (AGS) 15081340.

## Географски и демографски подаци
Мехау се налази у савезној држави Саксонија-Анхалт у округу Алтмарк Салцведел. Општина се налази на надморској висини од 24 метра. Површина општине износи 14,9 km². У самом мјесту је, према процјени из 2010. године, живјело 275 становника. Просјечна густина становништва износи 18 становника/km².